# Thormora jukesi
Thormora jukesi är en ringmaskart som beskrevs av Baird 1865. Thormora jukesi ingår i släktet Thormora och familjen Polynoidae. Inga underarter finns listade i Catalogue of Life.